# Santa (Philippinen)
Santa ist eine Stadtgemeinde in der philippinischen Provinz Ilocos Sur und liegt am Südchinesischen Meer. Sie zählte im Jahre 2015 15.340 Einwohner. Santa wurde 1576 von Augustinern gegründet. Das Gelände ist teilweise sehr steil und Teile des Northern Luzon Heroes Hill National Park liegen auf dem Gebiet der Gemeinde.
Santa ist in folgende 26 Baranggays aufgeteilt:
| - Ampandula - Banaoang - Basug - Bucalag - Cabangaran - Calungboyan - Casiber - Dammay - Labut Norte - Labut Sur - Mabilbila Sur - Mabilbila Norte - Magsaysay District (Pob.) | - Manueva - Marcos (Pob.) - Nagpanaoan - Namalangan - Oribi - Pasungol - Quezon (Pob.) - Quirino (Pob.) - Rancho - Rizal - Sacuyya Norte - Sacuyya Sur - Tabucolan |

## Persönlichkeiten
- Gabriela Silang (1731–1763), Anführerin einer Revolte gegen die spanische Kolonisation der Philippinen